# Marlene Harpsøe
Marlene Harpsøe, née le 3 août 1983 à Humlebæk (Danemark), est une femme politique danoise, membre des Démocrates danois.

## Biographie
Marlene Harpsøe est aide-soignante de profession.
Engagée au sein du Parti populaire danois, elle est élue députée au Folketing lors des élections législatives de novembre 2007. Après le scrutin, elle devient la porte-parole de son groupe parlementaire pour l'égalité hommes-femmes. Elle prend également en 2010 le rôle de porte-parole pour l'éducation et le bien-être animal.
Elle échoue à remporter un second mandat lors des élections législatives de septembre 2011.
Lors des élections locales de novembre 2013, elle est élue conseillère régionale de Hovedstaden et conseillère municipale d'Elseneur,.
Elle fait son retour au Folketing à l'occasion des élections législatives de juin 2015 lors desquelles le Parti populaire danois obtient le meilleur résultat de son histoire. Elle quite alors son mandat de conseillère régionale et devient la porte-parole de son groupe parlementaire pour la formation professionnelle.
Elle est réélue au conseil municipal d'Elseneur en novembre 2017, et devient maire-adjointe de la commune après le scrutin.
Elle perd de nouveau son siège de députée lors des élections législatives de juin 2019. Elle remporte un troisième mandat de conseillère municipale lors des élections municipales de novembre 2021 lors desquelles elle est tête de liste pour son parti.
En août 2022, elle quitte son parti quand est investie candidate aux élections législatives pour les Démocrates danois, le nouveau parti fondé par l'ancienne ministre libérale Inger Støjberg. Elle retrouve un siège de députée au Folketing sous cette nouvelle étiquette lors des élections législatives du 1er novembre. Après le scrutin, elle devient la porte-parole de son groupe parlementaire pour les affaires sociales, les personnes âgées, le handicap, l'enseignement supérieur et la recherche.